# Харта на основните права на Европейския съюз
Хартата на основните права на Европейския съюз е документ, формулиращ права, свободи и принципи, които Съюзът признава.
Формулировките на документа са съгласувани на ниво министри и са включени първоначално в проекта за Европейска конституция. След отхвърлянето на проекта за конституция на референдуми във Франция и Нидерландия се налага преработката на проекта за конституция. Резултатът е Лисабонският договор, който влиза в сила на 1 декември 2009 г. Хартата на основните права е анексирана към Договора от Лисабон, правейки я правно обвързваща за всички държави членки.